# Pseudacteon tianmuensis
Pseudacteon tianmuensis (лат.) — вид паразитических мух горбаток из подсемейства Metopininae.

## Распространение
Китай (Чжэцзян).

## Описание
Длина тела 1,40—1,42 мм. Апикальная щетинка длиннее максимальной ширины щупика; 5-й тарзомер короче первого членика; ряд щетинок составляет 2/3 длины средней голени; щетинки ниже базальной половины заднего бедра короче, чем щетинки передне-вентрального ряда наружной половины; 6-й тергит с узкой поперечной полосой посередине, но каждая его боковая четверть несет по 2 длинных и по 2 коротких щетинки на заднем крае; 6-й стернит редуцирован до узкой передней полоски и двух последующих небольших частей, несущих по 2 длинных щетинки на каждом; спинная часть овискапа примерно с 5-6 минутными щетинками с каждой стороны; вентральная часть овискапа с 4 мелкими щетинками. Новый вид близок к Pseudacteon parviflavus, но отличается от последнего более коротким рядом щетинок средней голени, более длинными щетинками VI стернита и коричневатой окраской тела.